# فریاد زیر آب (ترانه)
«فریاد زیر آب» از معروف‌ترین ساخته‌های بابک بیات است که ابتدا در فیلم فریاد زیر آب با صدای داریوش اقبالی خوانده شد.
امیر رستاق دربارهٔ این ترانه می‌نویسد:
 ترانه اصلی آن در فضایی کر گونه و حماسی شروع می‌شود و شعر جنتی عطایی نیز بار حماسی دارد و بهره‌گیری از سازهای بادی و تاکید بر این سازها و نقش دهی به آنها در پاره‌هایی از این کار نیت تصویرسازی از عشقی را قرار است تداعی کند.